# Марта Собрал
Марта Собрал (порт. Marta Sobral, 23 березня 1964) — бразильська баскетболістка.
Срібна призерка Олімпійських Ігор 1996 року, бронзова призерка 2000 року, учасниця 1992 року.